# Agropyre intermédiaire
Thinopyrum intermedium
Sous-espèce
L'Agropyre intermédiaire (Thinopyrum intermedium) est une espèce de graminées vivace originaire d'Europe et d'Asie. 
D'autres noms peuvent être donnés à la plante, dont: Agropyron aucheri, Agropyron ciliatiflorum, Agropyron gentryi, Agropyron glaucum, Agropyron intermedium, Agropyron podperae, Agropyron pulcherrimum, Agropyron trichophorum, Elymus hispidus, Elytrigia intermedia
D'après le site de l'Agence canadienne d'inspection des aliments, l'agropyre intermédiaire, ou chiendent intermédiaire, est une graminée vivace gazonnante à courte vie. Il possède un système étendu de radicelles profondes avec des racines principales traçantes. Les tiges sont dressées et les feuilles basales sont denses. Cette graminée peut atteindre 90 à 150 cm de hauteur à maturité. Elle se distingue des autres graminées qui lui sont étroitement apparentées par la présence, sur le bord d'un grand nombre de ses feuilles, de nombreux poils courts. Les panicules atteignent habituellement 15 à 25 cm de longueur et sont typiques des agropyres. Les épillets sont espacés à raison d'un par nœud, et chacun d'eux contient de deux à six graines de taille comparable à celle des grains d'avoine. Les glumes effilées atteignent la moitié de la longueur de l'épillet.
La plante peut être utilisée en fourrage, les graines peuvent servir en consommation humaine.
Cette espèce est l'objet de recherches visant à développer une agriculture basée sur des plantes pérennes. Une variété est vendue sous le nom de Kernza par The Land Institute (en). 
La plante a aussi été adaptée au Canada,.